# 『黒いオルフェ』を探して
『『黒いオルフェ』を探して』（『くろいオルフェ』をさがして、フランス題名：À la recherche d'Orfeu Negro、英語題名：Looking For Black Orpheus）は、2005年のフランスのドキュメンタリー映画である。監督は、René Letzgus と Bernard Tournois。日本での副題は「ブラジル音楽をめぐる旅」。
1959年の映画『黒いオルフェ』（監督、脚本、マルセル・カミュ、原作ヴィニシウス・ヂ・モライス）についての映画。映画の関係者やブラジルのミュージシャンたちにインタビューしている。生前のカミュが当該映画について説明した場面や、カンヌ映画祭でパルムドールを受賞をするニュース映像も含まれる。 

## 出演者
- マルセル・カミュ
- トゥニコ・アマンシオ（リオを訪れたカミュ監督の研究者）
- シルヴィオ・アウトゥオーリ（映画『黒いオルフェ』でのカミュの助手）
- ハロルド・コスタ（映画の原作の舞台版の主演俳優）
- レア・ガルシア（舞台版のミラ役。映画ではセラフィナ役だった）
- ブレノ・メロ（映画でのオルフェ役。元サッカー選手）
- パトリシア・フランサ（1999年の映画『オルフェ』でのユリディス役）
- ホベルト・メネスカル（ミュージシャン）
- ミルトン・ナシメント（ミュージシャン）
- マルコス・サクラメント（ミュージシャン）
- クリス・デランノ（ミュージシャン）
- セウ・ジョルジ（ミュージシャン）
- セルジオ・カブラル（ミュージシャン）
- カルロス・ヂエギス（映画監督、1999年の映画『オルフェ』の監督）
- スザンヌ・ヂ・モライス（ヴィニシウス・ヂ・モライスの娘）
- マリアナ・ヂ・モライス（ヴィニシウス・ヂ・モライスの孫娘/アーティスト）
- ジゼン・オミンダレワ（民間信仰カンドンブレの宗教家）